# Pheidole spinoda
Pheidole spinoda är en myrart som först beskrevs av Smith 1858.  Pheidole spinoda ingår i släktet Pheidole och familjen myror. Inga underarter finns listade i Catalogue of Life.